# Elis (Regionalbezirk)
Der Regionalbezirk Elis (griechisch Περιφερειακή Ενότητα Ηλείας Periferiakí Enótita Ilías) ist einer der drei Regionalbezirke der griechischen Region Westgriechenland, gelegen auf der nordwestlichen Peloponnes. Er liegt in der historischen Landschaft Elis.
Der deutsche Name folgt dem altgriechischen und lateinischen Namen der Polis und Landschaft Ēlis (altgriechisch Ἦλις), der neugriechische entspricht dem für die Landschaft ebenfalls verwendeten antiken Namen Ēleia (Ἠλεία).

## Geographie
Elis erstreckt sich im Nordwesten der Halbinsel Peloponnes. Ihr Profil ist überwiegend eben und besteht aus dem Schwemmland der Flüsse Pinios und Alfios, die ins Ionische Meer entwässern, wo sich rund 20 Kilometer westlich der Pinios-Mündung die Insel Zakynthos aus dem Meer erhebt. Die Küstenebene setzt sich nördlich hinter Kap Araxos in der Präfektur Achaia fort und bildet die ausgedehnteste Ebene der Peloponnes. Östlich steigt das Gelände zu den zentralpeloponnesischen Gebirgen an, die höchste Erhebung liegt im Erymanthos-Massiv bei etwas über 2000 m, südwestlich davon erheben sich die Berge Lambia und Foloi. An der südlichen Grenze zu Messenien erreicht das Minthi-Massiv 1345 m Höhe. Die Region Elis ist stark erdbebengefährdet und verfügt über zahlreiche heiße Quellen, die auch therapeutisch genutzt werden.
Die Küste von Elis ist wenig gegliedert, einzig das felsige Kap Kyllini und Kap Katakolo ragen ins Meer hinaus. Südlich von Kap Katakolo erstreckt sich entlang der Bucht von Kyparissia mit rund 70 km Länge einer der längsten Sandstrände Griechenlands.
Der relative Regenreichtum der Region ermöglicht eine ausgedehnte Landwirtschaft in der Küstenregion, die Berge sind teilweise von Wäldern bedeckt, die wiederholt Waldbränden zum Opfer fielen, zuletzt 2007 in der Gemeinde Zacharo.

### Gliederung
| Gemeinde            | griechischer Name                                          | Code | Fläche (km²) | Einwohner 2011 | Einwohner 2021 | Sitz           | Gemeindebezirke                               | Lage |
| ------------------- | ---------------------------------------------------------- | ---- | ------------ | -------------- | -------------- | -------------- | --------------------------------------------- | ---- |
| Pyrgos              | Δήμος Πύργου (Dímos Pýrgou)                                | 3901 | 459,182      | 47.995         | 45.365         | Pyrgos         | Iardanos, Oleni, Pyrgos, Volakas              |      |
| Andravida-Kyllini   | Δήμος Ανδραβίδας-Κυλλήνης (Dímos Andravídas-Kyllínis)      | 3902 | 356,645      | 21.581         | 22.552         | Lechena        | Andravida, Kastro-Kyllini, Lechena, Vouprasia |      |
| Andritsena-Krestena | Δήμος Ανδριτσαίνας-Κρεστένων (Dímos Andritsénas-Kresténon) | 3903 | 420,926      | 14.109         | 11.200         | Krestena       | Alifira, Andritsena, Skillounda               |      |
| Archea Olymbia      | Δήμος Αρχαίας Ολυμπίας (Dímos Archéas Olymbías)            | 3904 | 543,415      | 13.409         | 11.153         | Archea Olymbia | Archea Olymbia, Foloi, Lambia, Lasiona        |      |
| Zacharo             | Δήμος Ζαχάρως (Dímos Zacháros)                             | 3905 | 276,74       | 08.953         | 08.654         | Zacharo        | Figalia, Zacharo                              |      |
| Ilida               | Δήμος Ήλιδας (Dímos Ílidas)                                | 3906 | 400,962      | 32.219         | 29,347         | Amaliada       | Amaliada, Pinia                               |      |
| Pinios              | Δήμος Δήμος Πηνειού (Dímos Pinioú)                         | 3907 | 160,915      | 21.034         | 21.625         | Gastouni       | Gastouni, Tragano, Vartholomio                |      |
| Regionalbezirk Elis | Regionalbezirk Elis                                        | 39   | 2.618,785    | 159.300        | 149.896        |                |                                               |      |

## Geschichte

### Vorgeschichte bis Mittelalter
Siehe Elis#Geschichte

### Neuzeit
Elis wurde 1930 als eigenständige Präfektur aus der Teilung der seit 1833 bestehenden Präfektur Achaia und Elis eingerichtet und gewann 1939 von Messenien die Provinz Olymbiada (ungefähr das antike Triphylien) hinzu. Seit der Verwaltungsreform 2010 hat das Gebiet abgesehen von der Sitzzuteilung im Regionalrat keine politische Bedeutung. Der Hauptort ist die Stadt Pyrgos.

## Sehenswürdigkeiten
Teile der Stadt Elis wurden seit 1911 durch Österreichische Archäologischen Institut und die Archäologische Gesellschaft zu Athen ergraben. Die markanteste Ruine ist die des antiken Theaters. Elis besitzt ein eigenes archäologisches Museum.
Im heute großteils freigelegten Heiligtum des Zeus in Olympia wurden die Olympischen Spiele der Antike ausgerichtet. Im zugehörigen Museum werden die Funde aus dem Heiligtum gezeigt.